# Stefanandror
Stefanandror (Stephanandra) är ett växtsläkte i familjen rosväxter med tre arter i Kina och Japan. Två arter odlas som trädgårdsväxter i Sverige.
- Wikimedia Commons har media som rör Stefanandror.